# Андриеш, Елена Рамона
Елена Рамона Андриеш (рум. Elena Ramona Andrieș; род. 21 сентября 1994 года) - румынская тяжелоатлетка, двукратная победительница чемпионата Европы 2018 и 2019 года, призёр чемпионата мира. Чемпионка Европы среди юниоров (2011 г.).

## Карьера
В 2011 году стала чемпионкой Европы среди юниоров. Выступала в весовой категории до 48 кг, взяв вес в сумме двоеборья 175 кг.
В 2017 году на чемпионате Европы в Сплите завоевала бронзовую медаль установив итоговый результат в сумме двух упражнений 164 кг. На чемпионате мира в этом же году в Анахайме стала 6-й с результатом 177 кг.
На чемпионате континента в 2018 году в родном Бухаресте одержала победу в весовой категории до 48 кг, вес штанги по сумме двух упражнений был равен 179 кг. В Ашхабаде на чемпионате мира, в новой весовой категории до 49 кг, румынка стала 5-й.
В начале ноября 2018 года на чемпионате мира в Ашхабаде, румынская спортсменка, в весовой категории до 48 кг., завоевала абсолютную бронзовую медаль, взяв общий вес 188 кг. В упражнение толчок также она была третьей (105 кг).  
На чемпионате Европы 2019 года, в Батуми, румынская спортсменка по сумме двух упражнений стала чемпионкой, сумев зафиксировать результат 190 кг. В упражнении рывок она завоевала малую золотую медаль (87 кг), также в упражнении толчок завоевала малую золотую медаль, продемонстрировав результат на штанге 103 кг.

## Достижения
Чемпионат Европы
| Результат | Вес       | Год  | Место соревнований | Рывок | Толчок | Общий вес |
| Бронза    | до 48 кг. | 2017 | Сплит, Хорватия    | 75,0  | 89,0   | 164,0     |
| Золото    | до 48 кг. | 2018 | Бухарест, Румыния  | 79,0  | 100,0  | 179,0     |
| Золото    | до 49 кг. | 2019 | Батуми, Грузия     | 87,0  | 103,0  | 190,0     |